# Горностаева, Варвара Михайловна
Варва́ра Миха́йловна Горноста́ева (род. 19 марта 1963 года, Москва) — российский издатель, редактор, сооснователь и глава российских издательств — Corpus.

## Биография
В 1986 году окончила Московский архитектурный институт.
С 1998 по 2000 год работала в журнале «Иностранная литература».
С 2000 по 2008 год главный редактор издательств «Иностранка» и «КоЛибри».
В 2008 году совместно с Сергеем Пархоменко организовала новое импринт-издательство «Corpus», выпускающее интеллектуальную литературу: книги Гюнтера Грасса, Питера Акройда, Лизы Си, Петра Вайля, Асара Эппеля, Максима Осипова и других. Большое внимание уделяется также изданию просветительской, научно-популярной литературы: до 2015 года издательство сотрудничало с фондом «Династия», затем, после закрытия «Династии», Варвара Горностаева стала одним из создателей и членом совета нового просветительского фонда «Эволюция». Издательство вошло в состав группы издательств «АСТ».
В январе 2017 года вышла из состава Русского ПЕН-центра в знак протеста против, в частности, «…бездействия и прямого нежелания Президента и Исполкома Русского ПЕН-центра защищать право человека на свободу слова и выражения своей гражданской позиции…».
В августе 2018 года стала одним из организаторов Марша матерей в защиту фигуранток дела «Новое величие».

## Семья
- Первый муж — Семён Файбисович, художник, писатель[источник?].
- Второй муж — Сергей Пархоменко, издатель, журналист, радиоведущий, колумнист и политический обозреватель.
- Три сына: Илья и Яков от первого брака, Матвей от второго[13]. Пасынки: Лев и Пётр[14].

## Награды
- Премия «Скрипач на крыше» в номинации «Издательская деятельность» (2017) — за вклад в популяризацию еврейской литературы в России[15].